# 小行星10186
小行星10186（10186 Albéniz）是一颗绕太阳运转的小行星，为主小行星带小行星。该小行星于1996年4月20日发现。

## 轨道参数
小行星10186的轨道半长轴为2.4432970 UA，离心率为0.204。